# Gera (reka)
Gera je 85 km dolg desni (južni) pritok reke Unstrut v Turingiji v Nemčiji.

## Geografija
Gera izvira v Plaueju s sotočjem Wilder Gera (njena zahodna izvirna reka) in Zahmer Gera (njena vzhodna izvirna reka). Izvira Wilder in Zahmer Gera sta v okrožju Gehlberg mesta Suhl am Rennsteig v Turinškem gozdu na pobočjih pod Schneekopfom. Gera sprva teče v severni smeri od mesta Plaue preko Dosdorfa in Siegelbacha do Arnstadta. Ta del doline se imenuje Plauescher Grund. Vrezana je globoko v školjčni apnenec, na desni se dviga Reinsberge 300 metrov nad rečno dolino, na levi je Gosseler Platte, ki se dviga okoli 200 metrov nad rečno dolino. Struga reke Gere, ki je prebila školjčni apnenec, sprva teče po rdečem peščenjaku; na Bettelbachu, ki priteče na desni strani, se celo približa Paulinzellaerju. Vendar se končni izhod iz Ohrdrufer Platte zgodi šele skozi ozko prebojno dolino neposredno nad Arnstadtom.
V Arnstadtu se dolina reke Gera odpre, ko dosežete nivo Keuper. Postane opazno širša, pobočja na obeh straneh pa položnejša. V Arnstadtu so strugo reke Gere zravnali v največji možni meri. Reka teče vzhodno od središča mesta. V Arnstadtu se Gera sreča s pritokom Wilde Weisse. Dolg je približno 12 kilometrov in tvori dolino Jonas zahodno od Arnstadta. Naslednje mesto na Geri je Rudisleben. Tukaj je okolje ravninsko in Gera nima več doline. Pod Rudislebenom sledi Ichtershausen (občina Wachenburg). Za Ichtershausnom se Gera spopade z Wipfro. Priteka z desne in je dolga okoli 40 kilometrov, vendar je zelo malo vodnata. Gera zdaj poteka pod A 71, A 4 in Geratalbrücke Ichtershausen (Bahn) pri Erfurter Kreuz. Zdaj tudi zapusti okrožje Ilm in vstopi na območje mesta Erfurt. Naslednji kraj takoj za Erfurter Kreuz je Molsdorf. Severno od vasi se v Gero izliva 42 km dolg Apfelstädt, katerega izviri so tudi na Rennsteigu pri Oberhofu. Sedaj sledita mesti Möbisburg in Bischleben, ki že pripadata mestu Erfurt. Turingijska železnica poteka od izliva Apfelstädta v dolino Gere.
Pravo mesto Erfurt se začne za Bischlebenom, sprva z okrožjem Hochheim in njegovimi parki. Dolina je tu na obeh straneh opazno bolj strma, na desni se dviga Steigerwald, na levi pa citadela Cyriaksburg. V Brühlu je Gera razdeljena na dva kraka: Bergstrom in Walkstrom, ki se v starem mestnem jedru združita v Breitstrom. Ta pritoka sta bila predvsem gospodarskega pomena, na njih so delovali številni mlini. Reka Breitstrom (včasih imenovana tudi Wilde Gera), ki je tekla okoli notranjega obroča utrdb, je bila vojaškega pomena. To je bilo zapolnjeno med Gründerzeit kot del utrdbe. Njegov nekdanji potek se ujema s potekom današnjega Juri-Gagarin-Rings. Vodo so takrat speljali v zunanji jarek, današnji protipoplavni jarek. Drugega mlinskega potoka, Hirschlache, prav tako ni več. Danes na vodo spominja le še ime ulice Hirschlachufer.
Voda Gere zdaj teče skozi staro mestno jedro z največ 6,0 m³/s, preostalo vodo absorbira protipoplavni jarek. Severno od starega mestnega jedra Erfurta teče Gera skozi Große Rieth do Gisperslebna. Tu je območje spet ravno in Gera ne tvori več doline. Poleg Gere poteka še B 4 proti zahodu in železniška proga Erfurt - Nordhausen proti vzhodu. Zdaj sledi erfurtsko okrožje Kühnhausen ter mesta Elxleben, Walschleben, Andisleben, Ringleben in mesto Gebesee v okrožju Gera-Aue v Sömmerdi. Gera se kmalu za Gebeseejem izliva v Unstrut na desni. Glede na vodni pretok okoli 6,6 m³/s je glavna reka rečnega sistema Unstrut, ker Unstrut pri izlivu v Gero teče le okoli 4,6 m³/s.
Schmale Gera se odcepi v Erfurtu in teče vzhodno od Großer Rieth skozi Mittelhausen, Riethnordhausen in Haßleben. Pri Werningshausnu se izliva v Gramme s povprečnim pretokom okoli 0,3 m³/s in kmalu zatem doseže Unstrut.

## Zgodovina
Prvotno ime reke je bilo Erfes (tudi Erphes, Erfis ali Erphis), iz katerega izvira ime glavnega mesta Turingije Erfurt. Latinsko ime Hiera za Gero najdemo tudi v poimenovanju stare univerze v Erfurtu kot Hierana (tista na Geri).
V preteklosti je Gera pogosto prestopila bregove, kar je povzročilo tudi hude poplave v središču Erfurta. Zato so konec 19. stoletja v Erfurtu zgradili zapleteno konstrukcijo protipoplavnega jarka, s katerim so mesto uspešno zaščitili pred takšno škodo.

## Znamenitosti in stavbe
A 71 seka dolini Zahmer in Wilder Gera ter njun pritok Reichenbach s tremi velikimi mostovi: viadukt Reichenbach (dolg 1000 metrov; visok 60 metrov), viadukt Zahme Gera (dolg 520 metrov; visok 70 metrov) in Wilde viadukt Gera (552 metrov dolg, 110 metrov visok). Druge mostne konstrukcije so Geratalbrücke Ichtershausen (1121 metrov dolg; 20 metrov visok) na progi za visoke hitrosti Nürnberg–Erfurt ter mostova A71 in A4 na območju Erfurter Kreuz.
Najbolj znan objekt čez Gero pa je Krämerbrücke v Erfurtu, edini most severno od Alp, ki je v celoti pozidan s hišami.
Jezovi v povodju Gere so jezovi Heyda, Lütsche, Ohra, Schmalwasser in Tambach-Dietharz v Turinškem gozdu ter jezovi Dachwig in Wechmar v njegovem predmestju.